# Michael Moore
Michael Francis Moore (ur. 23 kwietnia 1954 we Flint) – amerykański aktor, reżyser filmów dokumentalnych, scenarzysta, producent filmowy oraz pisarz.
Jest krytykiem globalizacji, dużych korporacji, przemocy związanej z bronią, wojny w Iraku, George’a W. Busha i amerykańskiego systemu opieki zdrowotnej.

## Życiorys
Moore urodził się w mieście Flint, w stanie Michigan. Jego matka była sekretarką, a ojciec pracownikiem fizycznym w fabryce. Dorastał w Davison. Jego rodzice i dziadek pracowali w tym czasie w fabrykach General Motors we Flint. Jego wujek był jednym z założycieli związku zawodowego United Automobile Workers.
W szkole średniej Moore wyróżniał się aktywnością. Brał udział w debatach i przedstawieniach. Po jej ukończeniu z powodzeniem ubiegał się o miejsce w radzie szkoły.
Po rzuceniu studiów na University of Michigan-Flint (gdzie pisał artykuły do The Michigan Times), Moore pracował na dziennej zmianie w fabryce General Motors. W wieku 22 lat, założył tygodnik The Flint Voice, który szybko zmienił nazwę na The Michigan Voice, rozszerzając swój zasięg na cały stan, czego Moore później żałował. W 1986 został redaktorem liberalnego dwumiesięcznika Mother Jones. Przeniósł się do Kalifornii.
Po paru miesiącach stracił pracę. Wygrał jednak proces z byłym pracodawcą, a za odszkodowanie wyprodukował swój pierwszy film. Przeniósł się do Nowego Jorku, gdzie współtworzył m.in. programy telewizyjne. Z czasem wokół swoich filmów zbudował doskonale prosperujące przedsiębiorstwo. Tematy swoich filmów kontynuował w książkach, które często trafiały na listę bestsellerów.
Moore debiutował filmem Roger i ja. Było to wystąpienie przeciwko działaniom wielkich korporacji i przedstawiał zniszczenia dokonane przez firmę General Motors w jego rodzinnym mieście.
Sławę przyniósł mu dokument Zabawy z bronią (2002), który zdobył m.in. nagrodę Cezara za najlepszy film zagraniczny i Oscara za najlepszy film dokumentalny. Opowiada on o kulisach fascynacji Amerykanów bronią i strzelaniny w Columbine High School w 1999 roku, w której zginęło trzynaście osób. W polskich kinach obejrzało go osiemnaście tysięcy widzów.
Jego kolejny dokument, Fahrenheit 9.11 (2004), był atakiem na politykę George’a W. Busha. Film niespodziewanie zdobył Złotą Palmę na 57. MFF w Cannes i wzbudził ogromne kontrowersje. Tytuł tłumaczono jako połączenie tytułu książki fantastycznej Fahrenheit 451, w której chodziło o temperaturę zapłonu papieru, oraz daty 11 września, czyli daty zamachu na World Trade Center, Moore tłumaczy tytuł swojego filmu jako temperaturę, w której płonie wolność.
Krytycy Moore’a zarzucają reżyserowi manipulowanie faktami. Np. w Zabawach z bronią przemówienie czołowego lobbysty na rzecz swobodnego dostępu do broni Charltona Hestona, jest w istocie zlepkiem różnych wypowiedzi, często wyrwanych z kontekstu. Film sugeruje też, że wpływ na zachowanie młodych zabójców może mieć fakt, iż w pobliżu działa fabryka broni, która w rzeczywistości nie miała nic wspólnego z tego rodzaju produkcją. Istnieje kilka stron internetowych poświęconych tropieniu nieprawdziwych informacji podawanych przez Moore’a w filmach, książkach i audycjach. Przeciwnicy Moore’a zwracają również uwagę na pewną ironię, gdyż manipulacja informacją jest jednym z głównych tematów jego filmów.

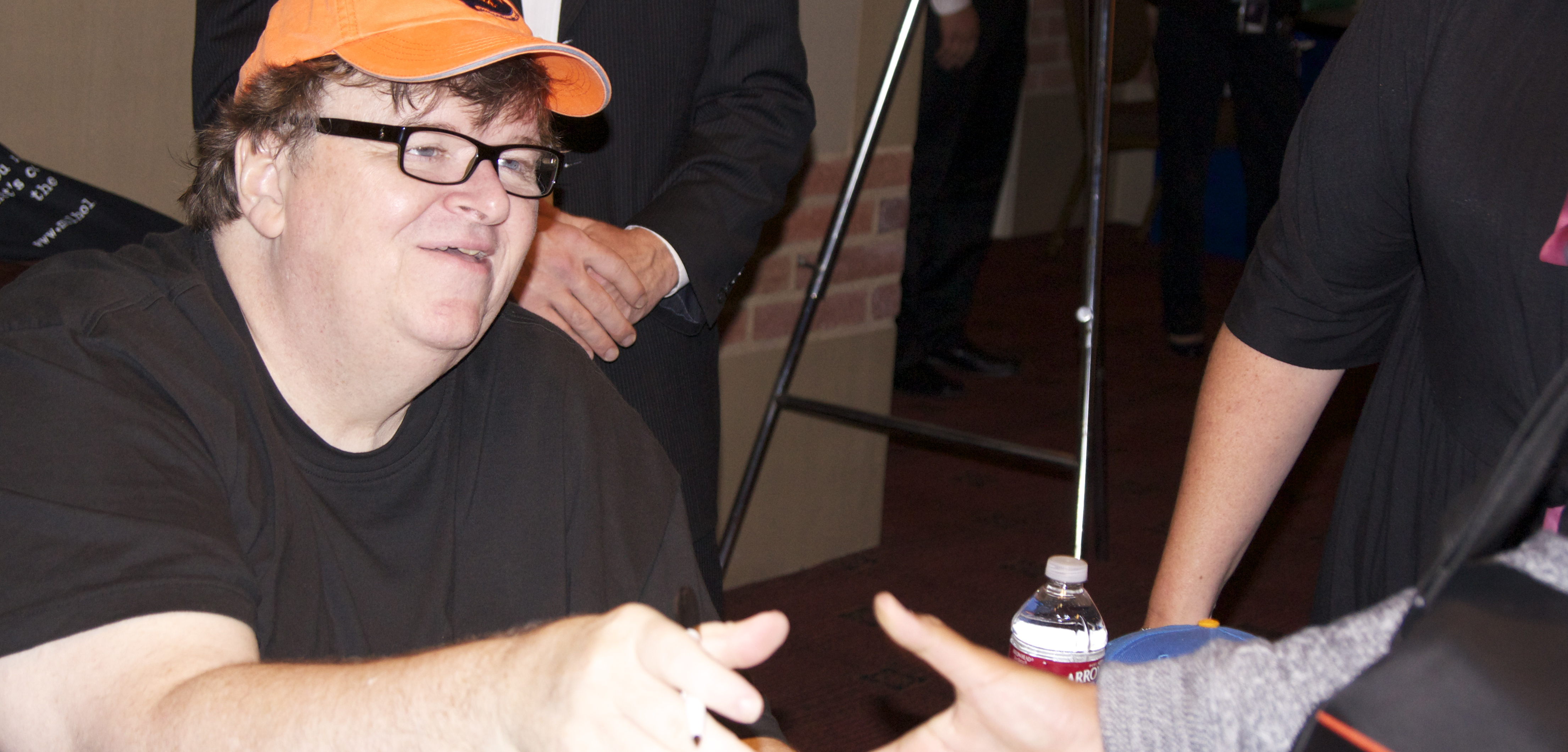
Michael Moore

Moore jest multimilionerem i właścicielem dziewięciu nieruchomości, w tym luksusowej posiadłości nad Torch Lake o powierzchni 10 tys. stóp kwadratowych (ok. 930 metrów kwadratowych). Jak zwróciły uwagę media, „Moore żyje dokładnie tak samo jak 1% bogaczy, których krytykuje”. Majątek Moore’a został ujawniony dopiero podczas jego sprawy rozwodowej, trzy lata wcześniej Moore kategorycznie zaprzeczał jakoby był milionerem.

## Działalność
Michael Moore wykorzystuje swoją popularność i rozpoznawalność w celu promowania aktywności obywatelskiej, zaangażowania politycznego od najniższych szczebli społeczeństwa (tzw. „grassroot movements”) oraz zachęca do udziału w wyborach. Jego akcja mająca na celu mobilizację, w szczególności młodych ludzi, do udziału w wyborach prezydenckich została udokumentowana w filmie „Slacker Uprising”. Michael Moore jest też często zapraszany, szczególnie przez alternatywne media, do komentowania aktualnej sytuacji politycznej, zarówno w USA, jak i na świecie (w 2011 roku nawoływał mieszkańców Wielkiej Brytanii do sprzeciwu wobec rządowych planów reform mogących prowadzić do faktycznej prywatyzacji NHS). 5 marca 2011 roku pojawił się podczas protestów w Madison w stanie Wisconsin i wygłosił mowę w obronie przywilejów społecznych i pracowniczych, a skierowaną przeciwko wszechwładzy bankierów i korporacji. Na swojej stronie internetowej i blogu również popularyzuje takie ruchy, jak np. USUncut.
Michael Moore jest także zaangażowany w obronę wolności słowa, szczególnie w internecie. Był jedną z osób, która złożyła darowiznę (w wysokości 20 000 dolarów) na kaucję dla założyciela WikiLeaks Juliana Assange’a. W 2011 roku, pod wrażeniem studenckiego udziału w manifestacjach na całym świecie, założył internetową gazetę studencką („High School Newspaper”). Jest także propagatorem niezależnego kina w Stanach Zjednoczonych – przyczynił się do powstania i promowania festiwalu filmowego w Traverse City w stanie Michigan.
Jest także zaangażowany w akcje charytatywne na rzecz krajów Trzeciego Świata, jak „Raising Malawi”.

### Filmografia
jako reżyser
- Roger i ja (Roger & Me, 1989)
- Pets or Meat: The Return to Flint (1992)
- Canadian Bacon (1995)
- The Big One (1997)
- And Justice for All (1998)
- Zabawy z bronią (Bowling for Columbine, 2002)
- Fahrenheit 9.11 (2004)
- Sicko (2007)
- Slacker Uprising (2008)
- Kapitalizm, moja miłość; (Capitalism: A Love Story) (2009)
- Where to Invade Next (2015)
- Fahrenheit 11/9 (2018)
- Planeta ludzi (2020)

### Programy telewizyjne
- TV Nation (1994)
- The Awful Truth (1999)

### Książki
- Downsize This! Random Threats from an Unarmed American (1996)
- Adventures in a TV Nation (1998)
- Biali głupcy (Stupid White Men... and Other Sorry Excuses for the State of the Nation!, 2001)
- Stary, co zrobiłeś z moim krajem? (Dude, Where’s My Country?, 2003)